# Miloslav Kubát
Miloslav Kubát byl český fotbalista, brankář.

## Fotbalová kariéra
V československé lize hrál za SK Slavia Praha. Nastoupil ve 3 ligových utkáních. Se Slavií získal v letech 1940 a 1941 dvakrát ligový titul.

## Ligová bilance
| Ročník               | Zápasy | Góly | Klub            |
| -------------------- | ------ | ---- | --------------- |
| Národní liga 1939/40 | 1      | 0    | SK Slavia Praha |
| Národní liga 1940/41 | 2      | 0    | SK Slavia Praha |
| CELKEM               | 3      | 0    |                 |